# ريتشارد شتريبنغر
ريتشارد شتريبنغر (بالألمانية: Richard Strebinger)‏ (14 فبراير 1993 بفينر نويشتات في النمسا - ) هو لاعب كرة قدم نمساوي في مركز حراسة المرمى. شارك مع منتخب النمسا تحت 17 سنة لكرة القدم ومنتخب النمسا تحت 18 سنة لكرة القدم ومنتخب النمسا تحت 19 سنة لكرة القدم ومنتخب النمسا تحت 21 سنة لكرة القدم. أما مع النوادي، فقد لعب مع رابيد فيينا وفيردر بريمن ونادي هرتا برلين ويان ريغينسبورغ وفيردر بريمن 2 ‏ وHertha BSC II ‏.

## وصلات خارجية
- ريتشارد شتريبنغر على موقع الاتحاد الأوربي (الإنجليزية)
- ريتشارد شتريبنغر على موقع قاعدة بيانات كرة القدم.إي يو (الإنجليزية)
- ريتشارد شتريبنغر على موقع بيانات كرة القدم. دي إي (الألمانية)
- ريتشارد شتريبنغر على موقع ناشيونال فوتبول تيمز (الإنجليزية)
- ريتشارد شتريبنغر على موقع Soccerway.com (الإنجليزية)
- ريتشارد شتريبنغر على موقع عالم كرة القدم.نت (الإنجليزية)
- ريتشارد شتريبنغر على موقع AS.com (الإسبانية)